# Vladimir Seliškar
‎Vladimir Seliškar, slovenski filozof, * 1911, † 1999.
Predaval je na Oddelku za filozofijo Filozofske fakultete Univerze v Ljubljani.